# Camillo Guglielmo Bianchi

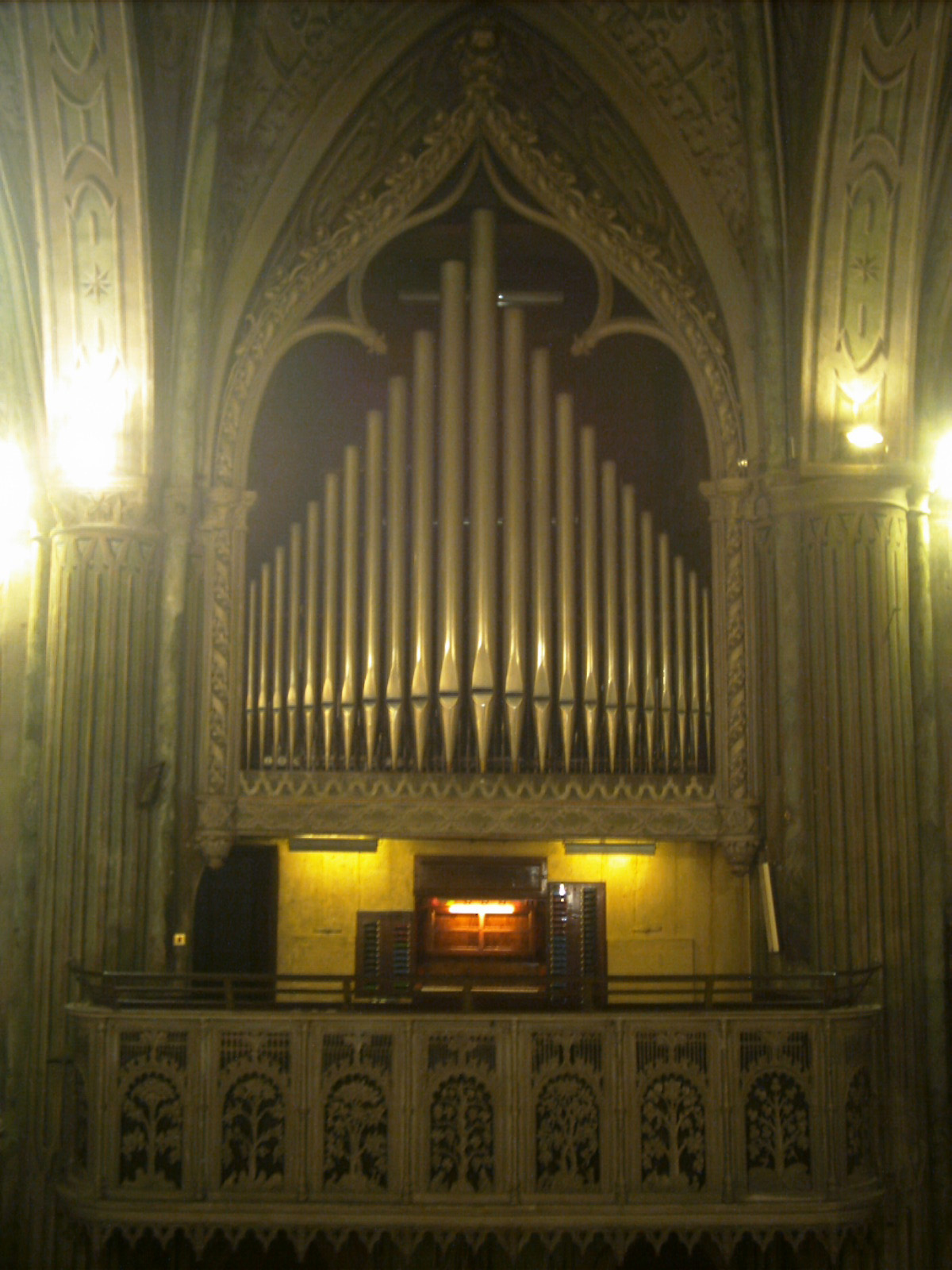
Organo (1860, ristaurato 2006) al Duomo di Biella.

Camillo Guglielmo Bianchi (Lodi, 10 ottobre 1821 – Novi Ligure, 7 dicembre 1890) è stato un organaro italiano della metà dell'Ottocento.

## Biografia
A 19 anni, nel 1840, era a Mosso Santa Maria nella diocesi di Biella in qualità di lavorante alle dipendenze di Serassi di Bergamo. Negli anni seguenti Bianchi costruì numerosi organi nel Biellese e nel Vercellese (Biella, Cattedrale, 1860 e chiesa di San Filippo Neri, 1868). Nel 1848 si trasferì a Novi Ligure, dove collabora al montaggio del grandioso organo Serassi in costruzione nella Collegiata; a Novi risiedette stabilmente, aprendo una fabbrica per proprio conto e unendosi in matrimonio con Marina Papa, dalla quale ebbe tre figlie: Giuseppina, Virginia ed Ernestina.
La sua attività fu essenzialmente rivolta alla costruzione di organi destinati alle chiese del Piemonte meridionale e della Liguria. Vanno inoltre annoverati numerosi interventi di restauro compiuti su organi Serassi, dei quali rispettò con un costante impegno la struttura sonora e meccanica preesistente, limitando il proprio intervento (nella quasi totalità dei casi) all'aggiunta di un registro d'assolo: l'Oboe Soprani.
La disposizione sonora di un organo Bianchi ricalca pressoché fedelmente quella serassiana, rispecchiando le caratteristiche strutturali proprie dell'organo italiano ottocentesco. Bianchi rispettò sempre la struttura di base a cui vennero aggiunti registri imitanti strumenti solistici e d'orchestra. A questo impianto "sinfonico" aggiunse anche effetti prodotti da "accessori", che ricreavano in chiesa l'ambiente fonico del coevo melodramma teatrale rappresentativo.
L'elemento che contraddistingue tutti gli strumenti di Bianchi è la bellezza del suono unita alla spiccata caratterizzazione timbrica, con una precisa e puntuale meccanica. Tutto ciò era progettato e realizzato con l'utilizzo di materiali di qualità e sulla scorta della scuola e dell'esperienza maturata con i Serassi. Ancora oggi le opere di Bianchi funzionano, a distanza anche di oltre un secolo e mezzo, con la stessa perfezione di quando vennero realizzate.
Alla morte di Camillo Guglielmo Bianchi, avvenuta il 7 dicembre 1890, l'attività venne continuata dal capofabbrica Domenico Tagliafico e dai lavoranti Edoardo Gambarotta, Paolo Percivalle, Francesco Bagnasco ed Edoardo Negri, che operarono con la ragione sociale di Successori Bianchi e, almeno inizialmente, con quella di Allievi Bianchi. Fu lo stesso Tagliafico a portare a termine l'intonazione di alcuni organi iniziati dal titolare, rispettando i medesimi criteri estetici.

## Opere
Camillo Guglielmo Bianchi costruì circa un centinaio di strumenti nell'arco di un quarantennio, tra il 1850 circa e il 1890. Gli organi erano provvisti di numero d'opus e anno, ma il catalogo originale purtroppo non è mai stato ritrovato; una ricostruzione è stata proposta da Giancarlo Bertagna (v. Bibliografia).